# Ali Mosaffa
Ali Mosaffa (persiska: علی مصفا), född 1 december 1966 i Teheran, Iran, är en iransk skådespelare och filmregissör.

## Karriär
Ali Mosaffa föddes i Teheran 1966 i en kulturell familj från staden Tafresh. Hans far, Mazaher Mosaffa (född 1932 i Tafresh) var en iransk poet och professor i persisk litteratur vid Teherans universitet. Mosaffas mor Amir-Banu Karimi, var också professor i persisk litteratur vid Teherans universitet och expert på klassisk persisk poesi. 
Ali Mosaffa studerade ingenjörsvetenskap vid Teherans universitet där han också fördjupade sitt intresse för skådespeleri och teater. Efter att han avlagt sin ingenjörsexamen gjorde han 1991 sin debut i filmen Hopp (Omid) av Habib Kavosh. Året därefter vann han priset Bästa manliga skådespelare vid Fajr filmfestival för sin roll i Dariush Mehrjuis film Nymfen (Pari). Mosaffa lärde känna sin blivande hustru, den iranska skådespelaren Leila Hatami på inspelningen av Dariush Mehrjuis film Leila från 1996.
Ali Mosaffa medverkade 2000 i den populära iranska teveserien Den engelska portföljen (Kif-e englisi). Han regisserade sedan sin första film 2005 Porträtt av en kvinna i fjärran (Simā-ye zani dar durdast), där Leila Hatami och Homayun Ershadi har huvudrollerna. Filmen nominerades till Sutherlandtrofén, vilken tilldelas regissören av den mest originella första långfilmen, och visades på London Film Festival. Filmen vann People's Choice Award på Chicagos internationella filmfestival och nominerades till Crystal Globe vid Karlovy Varys internationella filmfestival 2005. Mosaffas andra film, sista steget (Pelle-ye ākhar), med Leila Hatami i huvudrollen, hade internationell premiär på Karlovy Varys internationella filmfestival 2012 och Mosaffa mottog det internationella kritikernas FIPRESCI-pris för bästa film. Leila Hatami belönades med Crystal Globe för bästa kvinnliga huvudroll för hennes huvudroll i filmen.
2013 medverkade Ali Mosaffa i den fransk-italiensk-iranska filmen Det förflutna (Le Passé) av den Oscarsbelönade regissören Asghar Farhadi där han spelade tillsammans med Bérénice Bejo och Tahar Rahim. Den var Farhadis första utländska film och hade premiär på filmfestivalen i Cannes i maj 2013.
Ali Mosaffa mottog 2019 hederspriset för bästa manliga skådespelare vid Fajr filmfestival för sin roll i Världen, dansa med mig! (Jahān bā man beraqs) från 2018.